# Kopel Gurwin
Kopel Gurwin (hebr. קופל גורבין) (ur. 23 grudnia 1923 w Wilnie, zm. 18 kwietnia 1990 w Bet Jannaj, w Izraelu) – izraelski artysta plastyk pochodzący z Wilna.

## Życiorys

### Młodość
Urodził się w Wilnie, w ówczesnej Polsce jako syn szewca Mordechaja Gurwina i jego żony Malki, miał brata Moszka i siostrę Chawę. Od najmłodszych lat pracował w pracowni krawieckiej, gdzie szyto garnitury, tam zapoznał się ze sztuką krawiectwa użytkowego i artystycznego. W domu mówiono w jidysz, ale jednocześnie rodzeństwo uczyło się języka hebrajskiego w szkole Tarbutu. Kopel działał w ruchu Ha-Szomer Ha-Cair. Po wybuchu II wojny światowej rodzice Kopela zostali uwięzieni w obozie Stutthof, gdzie zmarli na tyfus. Siostra Chawa przebywała u polskiej rodziny, która oddała ją żandarmom hitlerowskim, którzy ją zamordowali. Bracia Gurwin zostali aresztowani, ale dzięki wstawiennictwu Niny Gerstein, nauczycielki Kopela zostali zwolnieni z aresztu. Ukrywali się na strychu, a po odkryciu kryjówki przez Niemców zbiegli do Rygi. Tam ponownie zostali aresztowani i uwięzieni w obozie Stutthof, gdzie przebywali do końca wojny pracując przy naprawie wagonów kolejowych. Przeżyli ewakuację więźniów i marsz śmierci. W sierpniu 1946 w ramach akcji zorganizowanej przez Folke Bernadotte wyjechali na rekonwalescencję do Szwecji, po jej zakończeniu Kopel pracował w drukarni oraz kierował lokalnym oddziałem organizacji He-Chaluc. W 1950 emigrowali do Izraela, gdzie Kopel został kreślarzem w Korpusie Łączności. W 1952 przeszedł do rezerwy i rozpoczął studia z zakresu malarstwa i grafiki w Akademii Sztuk Pięknych i Wzornictwa Besaleela, gdzie wyróżniał się w nauce i wielokrotnie otrzymywał nagrody za swoje prace.

### Praca artystyczna
W 1957 ukończył naukę i przeprowadził się z Jerozolimy do Tel Awiwu, gdzie zaczął pracę w studiu graficznym i projektowym Shmuela Grundmana. Zaczął wówczas tworzyć gobeliny oraz makaty z filcu, które po raz pierwszy zaprezentował podczas wystawy na Targach Lewantu w 1964. Pierwsza filcowa makata wykonana przez Kopela była przeznaczona dla Amerykańskiego Centrum Kultury w Jerozolimie, a jej tematem przewodnim była Deklaracja Niepodległości Stanów Zjednoczonych, w celu jej wzmocnienia artysta nakleił ją na drewniany stelaż. Następnie zaczął tworzyć z filcu prace o tematyce biblijnej, każda składała się z trzech centralnych elementów: opowieści, ornamentu (ozdoby) i hebrajskiego pisma, które zwykle oprawiało dzieło, nawiązywało ono do przyjętej kaligrafii biblijnej. Pierwszą wystawę indywidualną miał w galerii Mishchit Shesh, otworzona została 10 września 1967 i obejmowała 12 wielkoformatowych prac. Zafascynowana wystawą Meira Gera, dyrektorka Amerykańsko-Izraelskiej Fundacji Kulturalnej zorganizowała wystawę prac Kopela Gurwina w Nowym Jorku, początkowo w siedzibie fundacji, a następnie w Muzeum Żydowskim i kilku miastach w Stanach Zjednoczonych. W 1974 otrzymał zamówienie wykonania wielkoformatowej pracy z filcu dla synagogi Beit Shalom w Kansas City, praca miała przedstawiać Ogrody Edenu. Intencją zamawiającego było zaangażowanie miejscowych kobiet, które miało mieć charakter integracji. Kopel zaplanował pracę w każdym szczególe i przesłał dokładną instrukcję wykonania pracy zaprojektowanej w technice gobelinu, miał on mieć wymiary 5,40 m x 2,70 m. Połączył jednostki z dużym gobelinem, powiększył szkic i przygotował dokładną instrukcję pracy dla każdego hafciarza. Z 50 kawałków specjalnej tkaniny i nici o 200 odcieniach stworzył kanwę pracy, następnie podzielił ją na części i wysłał kobietom ze społeczności w Kansas City. W wyszywaniu gobelinu wzięło udział 70 kobiet, które w ciągu dwóch lat wykonały łącznie 2 miliony szwów. Kolejna wielkoformatowa praca przedstawiająca siedem dni stworzenia była przeznaczona do synagogi w Miami. Prace Koppela zdobią wiele synagog, budynków użyteczności publicznej, hoteli i prywatnych kolekcji w Izraelu i na całym świecie. Udekorowano nimi m.in. ściany hotelu King David w Jerozolimie, salę Ahamim na lotnisku Ben-Gurion, teatr Kfar Saba oraz hotel Plaza Tel Aviv. W 1978 jego gobelin Nadleciał słowik przedstawiono na kartce świątecznej UNICEFu, która ponownie została wydrukowana w 1981. Trzy jego prace zostały przedstawione na serii znaczków wydanych przez izraelską pocztę.

### Życie prywatne
Pod koniec lat 60. Kopel poznał Hanę Brooks, która zajmowała się projektowaniem tekstyliów dla przemysłu i tkała tkaniny artystyczne dla projektantów mody. Uczestniczyli w kilku projektach artystycznych dla hoteli i budynków użyteczności publicznej. W 1974 pobrali się i mieli dwoje dzieci, Boaza i Szirę, od 1980 mieszkali w Bet Jannaj. Kopel Gurwin zmarł w wieku 67 lat w wyniku powikłań kardiologicznych.